# Sko
 For alternative betydninger, se Sko (flertydig). (Se også artikler, som begynder med Sko)
Sko er fodtøj, der for det meste dækker foden op til anklen og bruges af praktiske hensyn, men kan godt være udført med henblik på æstetik.

## Oldtid
En 5.500 år gammel lædersko blev fundet i 2008 i hulen "Areni-1" i Vayots Dzor, Armenien. Den er i god stand og kaldes på engelsk "the Areni-1 shoe". Skoen er lavet i ét stykke, er flere hundrede år ældre end Ötzis fodtøj, og derfor verdens ældste sko. Ötzis sko var vandtætte og brede, og ser ud til at være beregnet til at gå på sne med. De har såler af bjørneskind, overlæder af hjorteskind, og et net af træbark. Blødt græs var svøbt om foden som varme sokker. Ötzis sko er genskabt af eksperter og bedømt som så fremragende, at der foreligger planer om kommerciel produktion.
Garvet læder, som blev brugt til sko, holder dog kun tusind år, så sko har sandsynligvis været i brug i meget længere tid. Antropologen Erik Trinkaus mener, at have fysisk bevis for, at sko kom i brug for omkring 40.000 til 26.000 år siden. Det begrunder han med, at tåtykkelsen undtagen for storetåen faldt i denne periode og antager, at det er resultatet af skobrug.
De tidligste sko var enkle og ofte blot en poselignende beklædning til beskyttelse af fødderne mod kulde og mod underlaget. Da sko består af mere læder end sandaler, var de mere almindelige i kolde egne.

## Middelalder
I middelalderen blev "vendte sko" udviklet med lukke af pinde eller pløs til at tilpasse læderet. Da Europa blev rigt og mægtigt, blev modesko statussymboler. Tåen blev latterlig lang og spids. Sådanne "snabelsko" kendes i Europa allerede i 900-tallet, men blev især populære i gotikken som karakteristiske for den burgundiske mode. Også i Norden var snabelsko almindelige.
Orderic Vitalis tilskrev dem den franske greve Fulko (død i 1143), der var konge af Jerusalem, og af Orderic beskrevet som en "lastefuld og berygtet person. Da hans fødder var misdannet, fandt han på at lade sine sko gøre lange og meget spidse i tåen, så de skjulte deformiteten. Derfor syr skomagerne vestpå nu sko, der ligner skorpionhaler, og er blot altfor eftertragtede, både af rige og fattige." Spidst fodtøj kendes fra Mellemøsten fra omkring 3000 f.Kr. og er fortsat en del af egnsdragter derfra. Europæiske korsfarere, som begyndte korstogene i 1095, kan derfor have taget spidse sko derfra med hjem.
Middelalderens snabelsko var bøjelige, smalle og uden hæl, ofte båret med sandallignende træsko eller -bunde udenpå, dvs. en type undersko eller løse såler at træ, fæstet med læderremme. På tysk hed disse undersko Trippe med samme funktion som senere tiders galocher. Snabelsko blev benyttet af begge køn. På engelsk kaldtes de crakow eller crackowes (dvs. "sko fra Kraków") eller poulaine, pullayne eller poulaines, afledet af det gamle franske navn på Polen. Disse navne fra henholdsvis midten af 1300- og 1400-tallet, viser til, at moden kom fra Polen, hvor denne type sko var moderne allerede omkring år 1100. Derfra spredte skikken sig vestpå, hvor de var populære fra omkring 1380 til 1410, for så at blive umoderne. Sko i "polsk stil" (souliers à la Poulaine) kom dog på moden igen fra 1460 til 1480.

## Nyere tid
Kunstnere skabte sko til rige kunder, og nye moder opstod. Til sidst opstod den moderne sko med randsyet sål. Fra det 17. århundrede havde de fleste lædersko sådan en påsyet sål. Til ca. 1800 var der ikke forskel på højre- og venstresko.
Fra omkring 1950 kom gummi, plastik og andre syntetiske materialer, som gav mulighed for at fremstille helt nye skotyper. Læder vedblev dog med at være materialet til fodtøj til fint brug. Men sportssko består af intet eller meget lidt læder. Sålerne, der tidligere blev syet på i hånden, sys nu med maskine, eller limes på.
I moderne tid er sko en milliardforretning, og der blev omsat for $ 107,4 i 2007. Kina står for 63% af verdensproduktionen af sko og 40,5% af verdens skoeksport.

## Opbygning
Sko kan se forskellige ud, men grundstrukturen er den samme.
Alle sko har en sål, der beskytter foden mod underlaget. Sålen kan være fremstillet af mange forskellige materialer, men i moderne tid oftest af forskellige former for gummi, polyurethan eller polyvinylchlorid (PVC). Sålen kan være enkelt udformet, i ét materiale og ét lag, eller mere kompliceret i flere lag og forskellige materialer. Når der er flere lag af såler kan der være tale om ydersål, indersål og midtersål.
Bagest på skoen sidder hælen, der beskytter hælen på foden, og er ofte fremstillet af samme materiale som skoen. Hælen kan være høj af æstetiske grunde eller for at få personen til at virke højere, eller være helt flad for at praktisk og komfortabel.
Sålen bliver holdt på plads af overdelen, der helt kan dække foden, eller blot være tynde remme. Overlæderet kan yde beskyttelse af foden og kan være fremstillet af f.eks. stof, læder eller gummi.
Forskellige former for lukkemekanismer tillader at åbne skoen og tage den af og på. Dette kan være snørebånd, velcro, lynlås eller spænder. Sko og snørebånd tilsammen udgør en talje.

## Skotyper
Der findes så mange forskellige skotyper, at der er sko til enhver situation:
- Sportsko
  - Fodboldstøvler
- Eksklusive sko
- Højhælede sko
- Hjemmesko
- Gummistøvler
- Sikkerhedssko

## Typer af skofabrikanter

### Skomager
Uddybende artikel: Skomager
En skomager er en person, der fremstiller håndlavede sko. Dette erhverv er blevet reduceret kraftigt efter den industrielle revolution. Tidligere var det et lukrativt erhverv, der hold mange mennesker beskæftiget.